# ماس‌خاو
ماس‌خاو (به هلندی: Maasgouw) یک شهرستان در هلند است که در لیمبورخ واقع شده‌است. ماس‌خاو ۲۷ متر بالاتر از سطح دریا واقع شده‌است.